# ピート・チルカット
ピーター・ショーン・チルカット（Peter Shawn Chilcutt 1968年9月14日- ）はサウスカロライナ州サムター出身のバスケットボール選手。1991-92シーズンから1999-2000シーズンまでの9シーズンで7チームを渡り歩いた。

## 経歴

### 学生時代
ノースカロライナ大学チャペルヒル校では1年次に中心選手のJ・R・リードを欠いたシラキューズ大学戦で同点となるブザービーターを決めた。リードが復帰すると控えに回った。3年次の1990年、平均9得点、6.6リバウンドをあげ、NCAAトーナメントの1回戦、第1シードのオクラホマ大学戦で17得点をあげて番狂わせに貢献したが、彼の活躍は同僚のリック・フォックスの影に隠れた。4年次には平均12得点、シュート成功率54%、フリースロー成功率77%の成績をあげて、フォックスやキング・ライスとともに1982年以来となるNCAAトーナメントファイナル4にチームを導いた。

### NBA
ノースカロライナ大学を卒業後、1991年のNBAドラフトで1巡目でサクラメント・キングスに指名されて入団した。
1994-1995シーズンには平均5.3得点、4.7リバウンド、3ポイントシュート成功率40.7%、プレーオフ20試合中15試合で先発、4.5得点、2.9リバウンドの成績をあげて、ヒューストン・ロケッツのNBAファイナル制覇に貢献した。
1999年10月4日、ユタ・ジャズとベテランの最低年俸76万ドルで1年契約を結んだ。2000年1月、ロサンゼルス・クリッパーズと10日間契約を結んだ。契約延長は果たせなかったものの、その後クリーブランド・キャバリアーズとの10日間契約をはさんで、2月下旬にクリッパーズとシーズン2度目となる10日間契約を結んだ。さらにシーズン3度目となる10日間契約をクリッパーズと結んだ。

## 人物
- 腎臓が1つだけで生まれている[9]。

- アウトサイドからのシュート力のあるストレッチ・フォー系の選手だった[4]。